# Luis José Medrano
Luis José Medrano (1915 - 1974) fue un historietista, artista plástico y periodista argentino.

## Labor profesional
Vivió algunos años en Indianápolis, Estados Unidos dónde se recibió de periodista en la Universidad. 
Trabajó para el diario La Nación entre los años 1941 y 1974, publicando tiras cómicas y sus Grafodramas, creación propia. Entre 1946 y 1947, reemplazando a Florencio Molina Campos, realizó las ilustraciones de los populares almanaques de la fábrica Alpargatas. También realizó ilustraciones en almanaques para marcas automotrices como General Motors y Chevrolet y luego, en el diario local de Indianápolis. Realizó también series pictóricas de arte moderno como Galería contemporánea o Colección Suprarrealista. Publicó trabajos en muchas revistas de historieta argentinas como Atlántida. Tuvo un programa de televisión en el estatal Canal 7 que mostraba sus viñetas.